# Пекос Билл
Пе́кос Билл (англ. Pecos Bill) — персонаж американского фольклора, ковбой. Время действия историй о нём относится к периоду экспансии США на запад: в Техас, Нью-Мексико, Южную Калифорнию и Аризону. В начале XX века эти истории были записаны Эдвардом О’Райли. Возможно, что он и является непосредственным их автором, что, в таком случае, относит их к категории псевдофольклора.

## Формирование образа
Первая из известных историй о Пекосе Билле была опубликована Эдвардом О’Райли в журнале The Century Magazine в 1917 году. В 1923 она была переиздана в составе сборника Saga of Pecos Bill. По словам О’Райли, эти истории ковбои рассказывали друг другу во времена экспансии на запад и юго-запад — в Техас, Нью-Мексико, Аризону. Однако, по мнению американского фольклориста Ричарда Дорсона, они были придуманы самим Эдвардом О’Райли. Впоследствии другие авторы на основе этих историй придумывали новые сюжеты. Так создавался цикл историй о Пекосе Билле.
В 1929—1938 годах О’Райли вместе с художником Джеком А. Уорренном (также известном как Алонзо Винсент Уоррен) издавали серию комиксов о Пекосе Билле. В 1946 году, после смерти О’Райли, Уоррен издал комиксы под названием Pecos Pete.
В 1937 году вышла книга Джеймса Боумана «Пекос Билл: величайший ковбой всех времён».
Большой всплеск популярности пришёл к персонажу после выхода в 1948 году мультфильма «Время мелодий» студии Disney, один из эпизодов которого создан по мотивам историй о Пекосе Билле. Позднее Билл появлялся в серии фильмов об американском фольклоре «Невероятные сказания и легенды» (1986), а также в фильме «Легенды дикого запада» (1995).
Известно, что прозвище «Пекос Билл» имел генерал гражданской войны Уильям Шафтер, живший задолго до публикации рассказов О’Райли. Он был легендарной фигурой в Техасе, существовали посвящённые ему произведения народной поэзии.

## Сюжет
Пекос Билл родился в многодетной семье скотоводов. Из-за того, что местность, где они жили, становилась слишком населённой, родители Пекоса решили переехать и, вместе с детьми, отправились в путь в фургоне. В пути Пекос, незаметно от остальных, выпал из фургона. Это произошло близ реки Пекос, в честь которой он и получил своё имя. Там его нашли койоты, которые приняли его в свою стаю. Через несколько лет Пекоса нашёл его родной брат, который смог убедить его в том, что он — не койот.
Когда Пекос повзрослел, то стал ковбоем. В качестве лассо он использовал гремучую змею по имени Шейк (англ. Shake). Он смог оседлать и объездить коня по имени Делатель вдов (англ. Widow-Maker), названном так потому, что никто не мог на нём усидеть. Кроме коня, Пекос также иногда ездил верхом на пуме, а однажды он смог заарканить и оседлать торнадо.
В ходе многодневной борьбы, Пекос Билл смог одолеть чудовище Медвежьего озера.
Однажды, когда Пекос ловил рыбу на берегу Рио-Гранде, он встретил Сью (англ. Slue-Foot Sue), которая плыла вниз по течению верхом на гигантском соме. Он сделал ей предложение. Сью поставила условие: она должна прокатиться верхом на Делателе вдов. Однако, когда она села на коня, тот, из ревности, сбросил её; Сью упала на землю и начала подпрыгивать на турнюре всё выше и выше. Пекос попытался поймать её при помощи аркана, но не смог, поскольку ему помешал конь. Её дальнейшая судьба по-разному описывается в разных произведениях:
- В основной версии, она улетает настолько высоко, что ударяется головой о Луну. Пекос понимает, что, в конце концов, она умрёт от голода, и пытается поймать её змеёй-арканом. Через несколько дней ему это удаётся. Конь понимает, что поступил неправильно, и извиняется перед ней.
- В версии Боумана, прыжки Сью со временем прекратились, и после этого она уже больше не просила о поездке.
- В некоторых версиях она не может остановиться, и все попытки Пекоса остановить её терпят неудачу. Ему приходится застрелить Сью, чтобы избавить её от страданий. Впоследствии Пекос был несколько раз женат, но не мог забыть Сью всю оставшуюся жизнь.
- В мультфильме «Время мелодий» она, ударившись об Луну, навсегда остаётся там. От горя Билл уходит от людей и возвращается к койотам, которые с тех пор воют на Луну, в память о скорби Билла.
- В версии Лауры Франкос, Сью, в конце концов, прилетает в Россию, где ей приходится сражаться с бабой Ягой.
- Однако, в большинстве версий, Пекосу всё же удаётся вернуть Сью на землю, и им предстоит счастливая семейная жизнь.

Когда Пекос Билл был в баре, то встретил там горожанина, который носил модные, сделанные из кожи аллигатора костюм и ботинки, и выдавал себя за ковбоя. Пекос Билл нашёл это настолько смешным, что умер от смеха.

## Изучение
Термины «псевдофольклор», или «фейклор», был введены американским фольклористом Ричардом Дорсоном, профессором истории США государственного колледжа Мичигана, которого также называют «отцом американского фольклора» и «основной движущей силой в изучении фольклора США». Дорсон ввёл также термин городские легенды, который активно используется в современных изучениях народного творчества. Он определил городские легенды как «истории, которые никогда не случались, но которые распространяются как правдивая информация».
Термин был впервые использован в 1950-е годы при изучении ковбоя Пекоса Билла — персонажа, выдуманного Э. О’Райли в 1923 году. Дорсон активно изучал именно его, поскольку Пекос Билл представлялся в США народным героем, но в действительности он был придуман в начале XX века. Термин получил популярность во время дискуссии Дорсона с Джеймсом Стивенсом, автором книг о другом подобном персонаже - Поле Баньяне. 

## Произведения
- Пекосу Биллу посвящён эпизод мультфильма Время мелодий (1948).
- В фильме «Пекос Билл» (1986) из серии Невероятные сказания и легенды[англ.] роль Пекоса исполнил Стив Гуттенберг.
- В фильме Легенды дикого запада (1995) его роль исполнил Патрик Суэйзи.
- В 1988 году комик Робин Уильямс записал детскую аудиокнигу про Пекоса Билла с музыкой Рая Кудера.
- Пекос Билл показан в детской передаче Between the Lions[англ.] (PBS).
- В Италии серия комиксов про Пекоса Билла издавалась с 1949 по 1955 год и впоследствии неоднократно переиздавалась, а также имела продолжения.[7]
- Пекос Билл представлен в литературных произведениях таких авторов, как Эрик Киммел[англ.], Харольд Фелтон[англ.], Лаура Франкос[англ.].
- По мотивам легенд о Пекосе Билле в 1978 году в СССР был выпущен диафильм «Ковбой Пекос Билл»[8].